# Bolğar
Bolgar (tatarski: Bolğar) je od 7. – 15. stoljeća bio glavni grad Povolške Bugarske, države prethodnice Kazanskog Kanata, koji je u kulturnoj svezi s današnjom ruskom republikom Tatarstan. Današnji se Bolgar nalazi nedaleko od ruševina starog grada, na obalama rijeke Volge, južno od ušća rijeke Kama i 130 km južno od glavnog grada Tatarstana, Kazana. Broj stanovnika mu je oko 8.000.
Bolgar predstavlja mjesto povijesne kulturne razmjene i transformacije Euroazije tijekom nekoliko stoljeća, što je odigralo ključnu ulogu u formiranju civilizacija, običaja i kulturne tradicije. Kako nudi iznimne dokaze o povijesnom kontinuitetu i kulturnoj raznolikosti, Bolgar je 2014. godine upisan na UNESCO-ov popis mjesta svjetske baštine u Europi. 

## Povijest
Ime Bulgar/Bolgar izvodi se od Volga, imena kojeg su prihvatili potomci Atilinih Huna nakon što su se povukli prema europskom dalekom istoku.
Grad je bio glavnim gradom Povolške Bugarske koja je postojala između 7. i 15. stoljeća. Kasnije, nakon ruskih pritisaka, glavni grad je premješten u Bilar. Nakon što su Bilar razorili Mongoli, postao je glavnim gradom protobugarske kneževine Povolške Bugarske, pod mongolskom vlasti. Njegovi spomenici su simboličan podsjetnik na prihvaćanje islama Povolških Protobugara 922. god. i još uvijek je sveto hodočasničko mjesto za tatarske muslimane. Bolgar je bio i prvi glavni grad Zlatne Horde u 13. stoljeću
U 14. i 15. stoljeću, ugrožavao ga je Timur i ruske snage. Na koncu ga je u 15. stoljeću razorio Vasilij Moskovski (Bazil Moskovski??). Kao vjersko središte, ostao je sačuvan do 15. stoljeća, kad je Kazanski Kanat osvojio ruski car Ivan IV Vasiljevič (Ivan Grozni) i učinio ga dijelom ruske države.
Bolgar je bio središte lokalnog muslimanskog pokreta znanog kao "Mali hadžiluk", popularnog za sovjetskog vremena. Muslimani iz Tatarstana i drugih dijelova SSSR-a nisu mogli sudjelovati u hodočašću u Meku, pa su umjesto toga hodočastili u Bolgar.
Danas je glavni grad Tatarstana Kazan, ali unatoč tome brojni Tatari smatraju Bolgar svojim starinskim glavnim gradom koji je sačuvao dašak nekadašnjeg tatarskog života iz razdoblja prije mongolske invazije u 13. stoljeću.